# Anime comic
Un anime cómic (アニメコミックス Anime komikkusu?) es un manga creado a partir de imágenes de un anime. El anime puede a su vez él mismo provenir de un manga. También se conoce como film comic (フィルムコミック firumu komikku?) o ani-manga.
Los anime comics se imprimen generalmente a todo color debido a que provienen de dibujos animados en colores a diferencia de los mangas, que originalmente son dibujados en blanco y negro, si bien esto no aplica para todos ellos.  
- Datos: Q2359975